# 刘良 (河间王)
刘良（前1世纪—前6年），西汉宗室，即河间惠王，河间共王刘不周玄孙，河间孝王刘庆之子，刘元之弟。

## 生平
刘良开始为上郡库令。河间国除后五年，汉成帝建始元年（前32年），刘良被复立为河间王，重修祖先河间献王刘德之行。汉哀帝褒扬他为宗室仪表，增封万户，在位二十七年於建平元年（前6年）去世，子刘尚嗣位，在位十四年，王莽时国绝。

## 子孙
- 河間王劉尚，建平二年（公元前5年）袭封。居摄三年（8年），王莽篡位，降爵为河间公，始建國元年（9年），封国废除。[1][2]其子劉邵在更始政权和東漢被封為河间王。[3]
  - 河间王劉邵，居摄三年（8年），王莽篡位，劉尚降爵为公，次年封国废除。更始帝封刘邵为河间王。更始帝灭亡后，建武七年（31年）八月丁亥，汉光武帝再將劉邵封為河间王。他和真定王劉得是東漢唯二冊封的非長沙王劉發系的諸侯王。建武十三年（37年）二月丙辰，疏屬諸侯王降封，廢除河间國，劉邵降封乐成侯。
- 南昌侯劉宇，建平二年五月丁酉封，在位十二年免。